# Sanglas

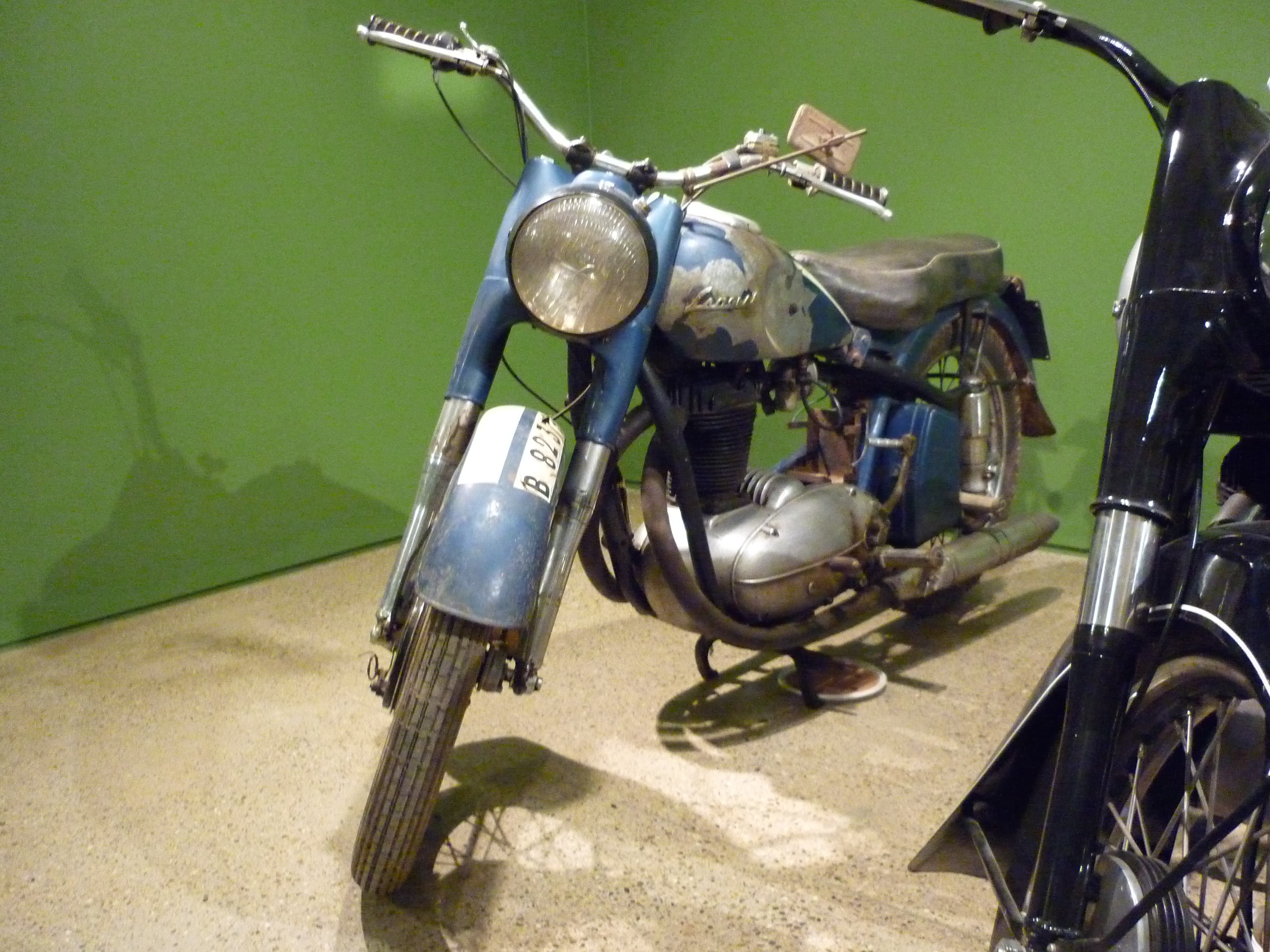
Sanglas 350 de 1945

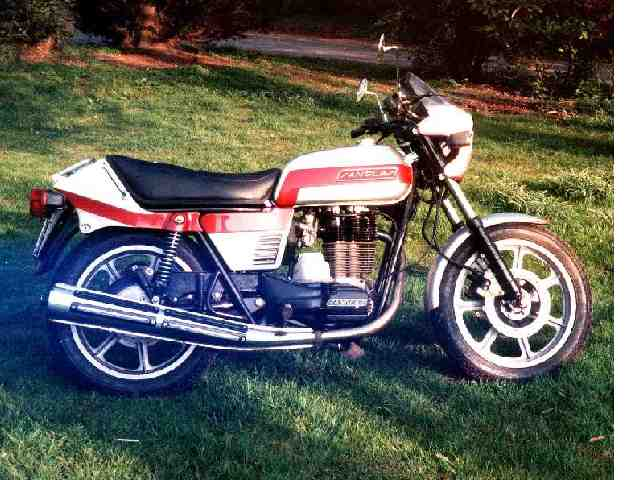
Sanglas 500 S2 V5.

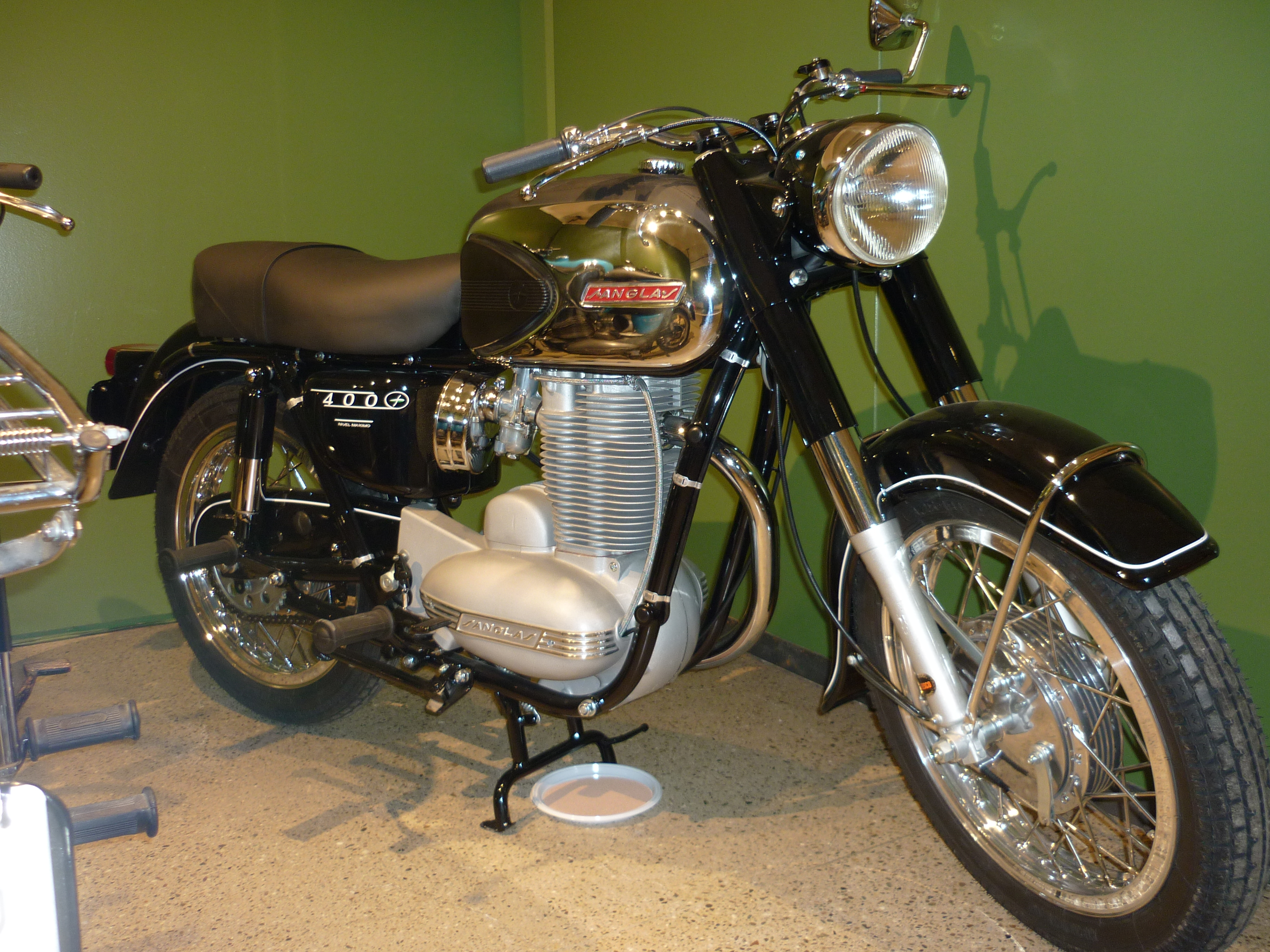
Sanglas 400, la más conocida

Sanglas fue un fabricante de motocicletas de España que comenzó sus actividades en Barcelona en  1942 para cesar la producción en 1981.

## Características
Las motocicletas de Sanglas eran de cilindrada relativamente alta para la época, especialmente en España. La empresa nació con la intención de posicionarse como una alternativa a casas como BMW, Zündapp o DKW para proveer de vehículos motorizados a los organismos oficiales.

## Historia

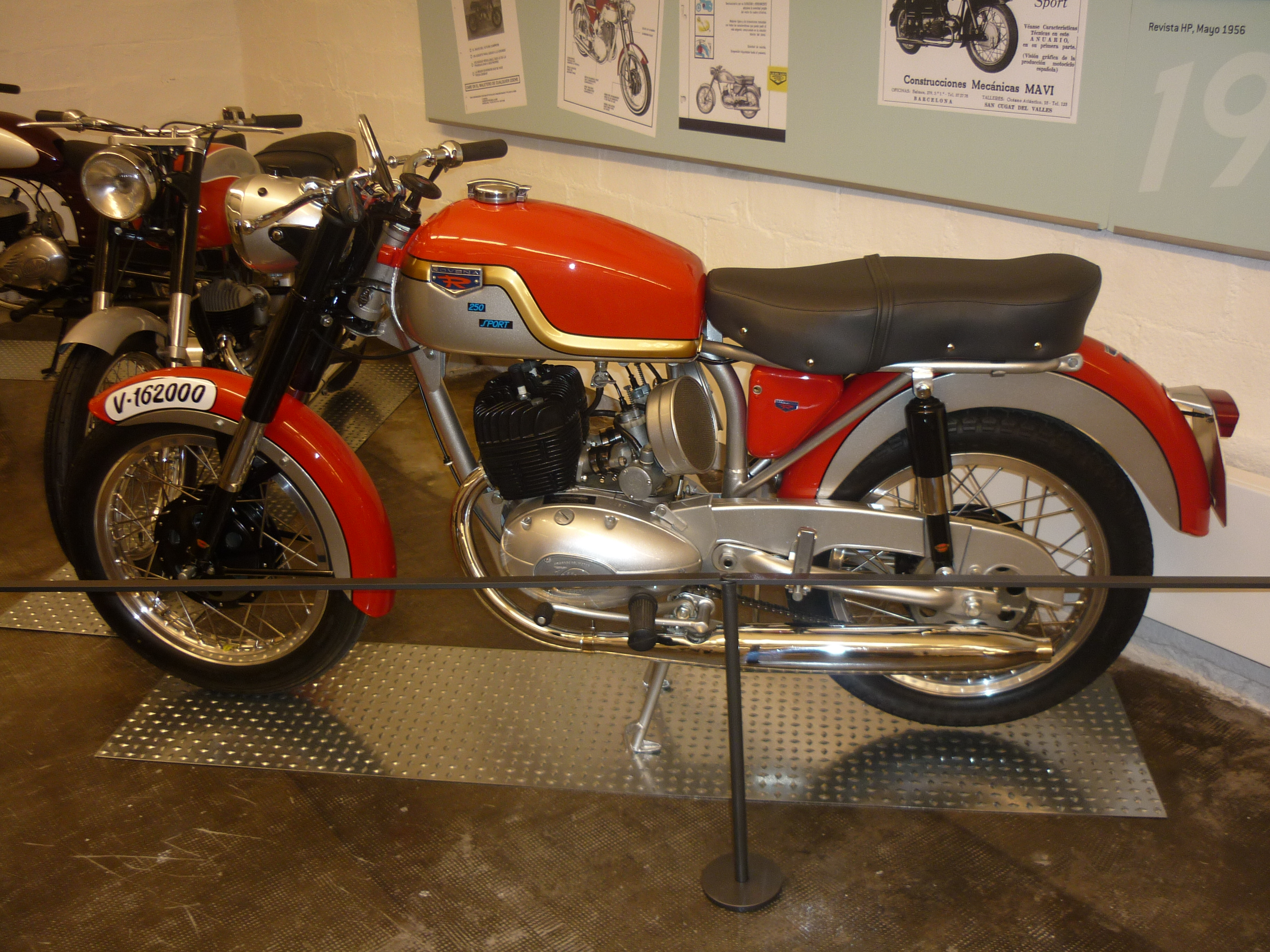
Rovena Sport, 250cc, de 1963

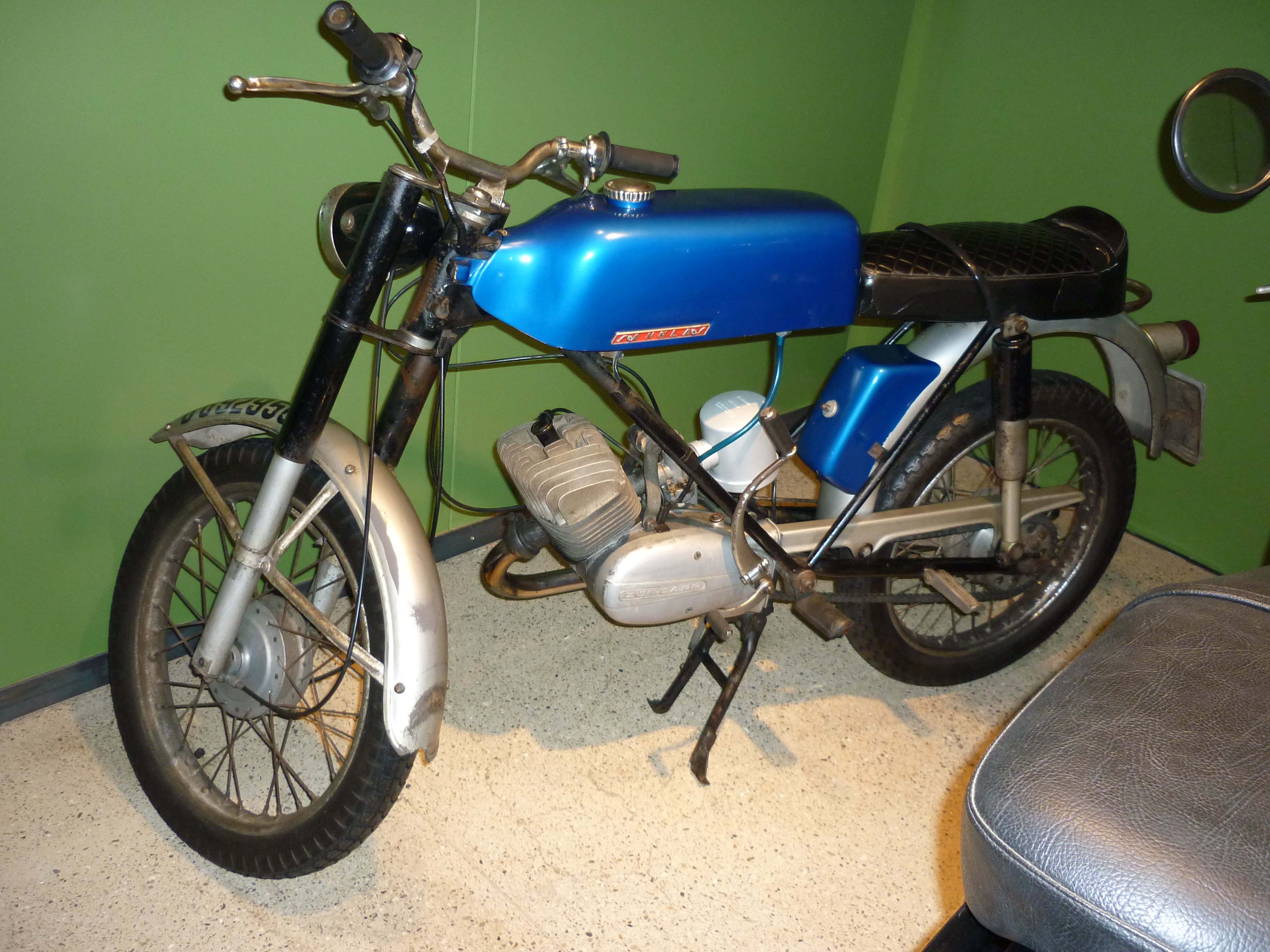
Sanglas 100cc con motor Zündapp, de 1968

La historia de la marca se remonta a 1942, tres años después de la guerra civil española, pero los primeros documentos sobre la venta formal de motocicletas datan de 1947. Fue fundada por dos jóvenes estudiantes de ingeniería de Barcelona, los hermanos Javier y Martín Sanglas con el apoyo financiero de su padre, industrial textil.
Los modelos de Sanglas eran un híbrido de modelos alemanes e ingleses. El bastidor se basaba en el concepto de BMW y el motor, de tipo monobloque, de 4 tiempos monocilíndrico, de tipo OHV  se inspiraba en  la casa DKW. La primera motocicleta contaba con una cilindrada de 347,75 cc y 14,4 CV de potencia a 4800 rpm.
A finales de 1948 la empresa ya contaba con 100 empleados y había fabricado 200 unidades.
En octubre de 1952 se lanzó el primer modelo de 500 cc, con un cuadro trasero renovado para poder alojar una horquilla oscilante y dos amortiguadores hidráulicos.
Las Sanglas fueron concebidas para el turismo y alcanzaban velocidades considerables y podían afrontar largos recorridos. Los modelos 350/4 y 500/3 incluían motores de mayor potencia, un silenciador mejorado y frenos de aluminio entre otras mejoras. Sin embargo, el Seat 600, con un precio poco superior al de las Sanglas restó mercado a esta última.
En 1957 se presentó en la Feria de Muestras de Barcelona un sidecar construido en fibra de vidrio. También se lanzó una renovada versión de su motocicleta de montaña que pasan a llamar la Montaña II y con mejoras sustanciales de la versión primera. Rendía 25 CV con un alto valor de arrastre gracias a su alto par motor.
En 1958 la producción ascendía a 500 unidades anuales, lo que conllevó ampliar la producción con su subsiguiente traslado del Pueblo Nuevo a una fábrica más moderna situada en Hospitalet de Llobregat. Durante la crisis de aquellos años se redujo la plantilla de 200 a 50, convirtiendo gran parte de los trabajadores en proveedores y exteriorizando algunos componentes. Por ejemplo, dotando a la nueva Sanglas 400 con motores Hispano Villiers bajo la marca Rovena.
A finales de los años 1950, debido al auge de los vehículos de cuatro ruedas, muchos fabricantes de motocicletas se vieron obligados a reducir la cilindrada de sus modelos. El resultado fue el modelo conocido como «Cromática», con un motor de 295 cc, 13 CV de potencia y 6000 rpm. En 1959 se vendieron 480 unidades, 250 a organismos y 230 a particulares. El sobrenombre de «Cromática» se debía a los cuatro colores con que se suministraba (azul, salmón, verde y negro).
En 1967 se lanzó un modelo de 500 cc con miras a su uso militar, pero que no contó con mucha demanda. Ese año, Sanglas lanzó la marca Rovena, con motores Hispano Villiers bicilíndricos de dos tiempos y capacidad de 250/350 cc (esta última desde 1963). En 1964 se hizo pública la producción de las Sanglas con motores Zündapp de 50, 75 y 100 cc de dos tiempos. En la Feria de Muestras de Barcelona se presentó el modelo 400T de cuatro tiempos (con motor de 423 cc ya diseñado en 1956-57). Este modelo serviría de referencia para el resto de modelos de la marca hasta su desaparición.
A finales de los años 1960 la producción alcanzó las 2500 unidades, con 40 trabajadores en la cadena de montaje, de una plantilla total inferior a 100 personas.
En 1970 se proyectó un modelo multiuso plegable de 49 cc y transmisión secundaria por cardán de bajo mantenimiento de tan solo 28 kg de peso, pero al no encontrarse financiación, se desestimó el proyecto.
Para 1973 había aumentado la demanda de motocicletas de gran tamaño y potencia, pero Sanglas solo consiguió vender 474 unidades por su falta de prestaciones. En 1976 se presentó el modelo 500 S con frenos de disco a bordo (concepto de Sanglas) con 32 CV a 6700 rpm. A la vez, se modificó la 400 E para dejar paso a la 400 F. El modelo 500 S permitió un aumento de ventas en el exterior con la ayuda financiera de la empresa Prodinsa, la cual también poseía participaciones en la sociedad Mototrans (fabricante bajo licencia de motocicletas de la marca italiana Ducati), lo cual motivó intentos para fusionar ambas empresas.
En 1977, se lanzó la 500 S2, y dos años más tarde apareció en el mercado una versión con cinco velocidades (la 500 S2 V5).
El negocio no rentabilizó la inversión de Prodinsa y Sanglas fue vendida al banco español Banesto, con idea de alcanzar plusvalías con su venta a un fabricante japonés, que buscaba un socio local para penetrar en el mercado español. Finalmente, en 1981 se constituyó la empresa SEMSA con participación de Yamaha, Banesto, Banco de Madrid y Banca Catalana de Desarrollo. Inicialmente el 50% del capital estaba en manos de Yamaha que, por medio de varias ampliaciones de capital, logró el control total sobre la empresa.
Entre los desarrollos de tecnología propios de Sanglas, puede destacarse el freno de disco (Mod. Ut. n.º 0195467, 1971; www.oepm.es) instalado en las Sanglas 500 S, que con un aspecto externo similar al de los frenos de tambor, era en realidad semejante a los frenos de disco; los clientes de la marca en las islas británicas alababan las cualidades de este freno en tiempo de lluvia. También desarrollaron un "Sistema para el equilibrado de vibraciones inerciales en motores de explosión", (Pat. n.º 0430577, 1974), y un "Procedimiento para la construcción de tambores de freno para vehículos automóviles", (Pat. n.º 0217565, 1954).
La última Sanglas con motor propio, la 500 S2 V5, se dejó de fabricar en 1981. La producción de la 400 Y cesó en 1982, desapareciendo así el nombre Sanglas y el último de sus productos. A partir de ese momento solamente se producirían motocicletas de la marca Yamaha. En 1989 desaparece la razón social SEMSA y se constituye Yamaha Motor España, S.A.

### Lista de modelos fabricados

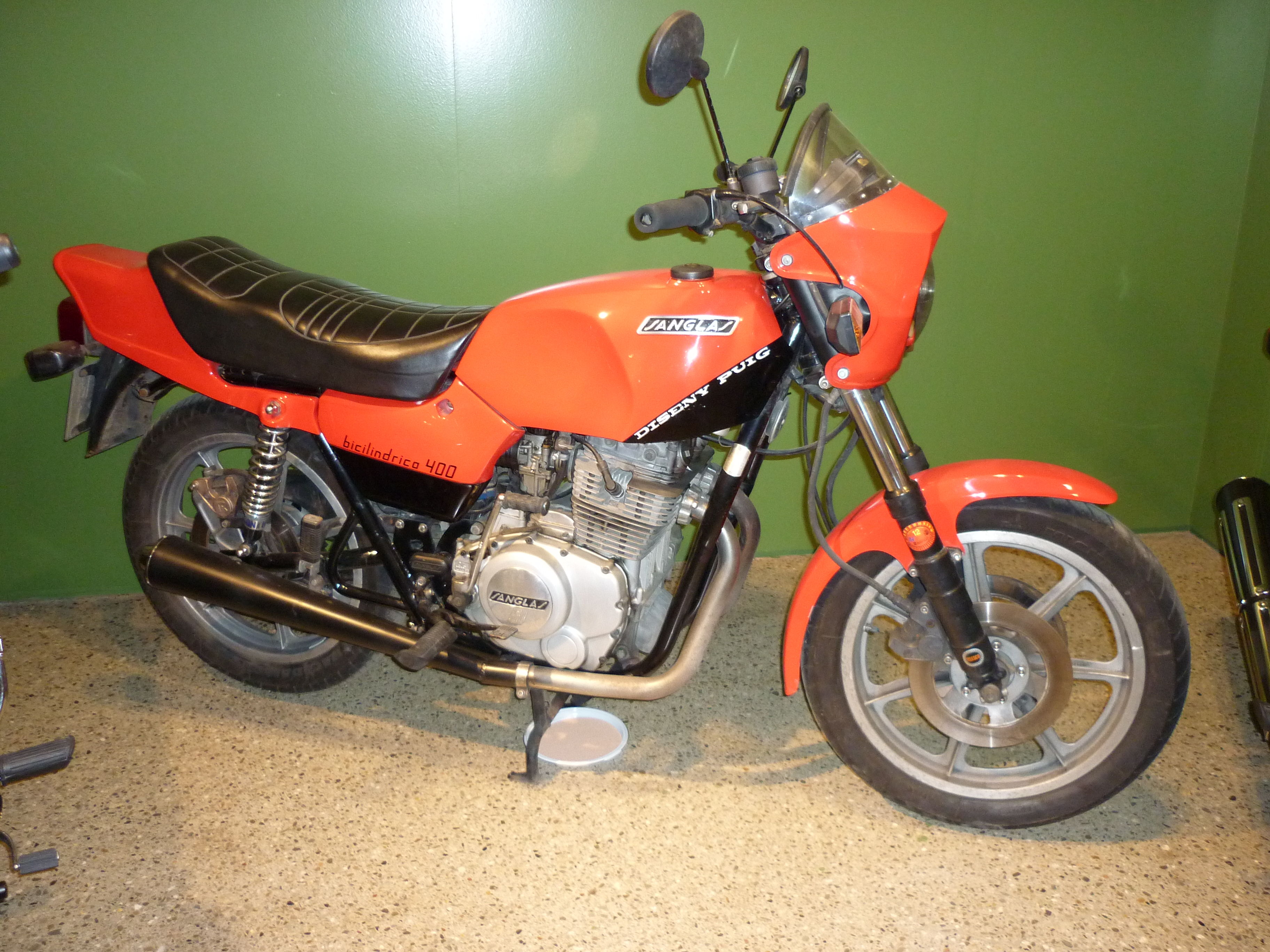
Sanglas 400Y, último modelo fabricado

| Modelo producido | Desde | Hasta |
| ---------------- | ----- | ----- |
| 350              | 1945  | 1947  |
| 350/A            | 1948  | 1949  |
| 350/1            | 1949  | 1951  |
| 500/1            | 1952  | 1953  |
| 350/2            | 1952  | 1953  |
| 350/3 y 500/2    | 1953  | 1956  |
| 350/4 y 500/3    | 1956  | 1962  |
| 350/4/2          | 1962  | 1964  |
| 295 (Cromática)  | 1959  | 1961  |
| 295/1            | 1961  | 1969  |
| 400              | 1964  | 1973  |
| Rovena 250 y 325 | 1962  | 1970  |
| 400 T            | 1971  | 1973  |
| 400              | 1964  | 1968  |
| 100 Sport        | 1964  | 1968  |
| 50 Ciclomotor    | 1964  | 1968  |
| 400 E            | 1973  | 1976  |
| 400 F            | 1976  | 1980  |
| 500 S            | 1976  | 1978  |
| 500 S2           | 1978  | 1979  |
| 500 S2 V5        | 1979  | 1981  |
| 400 Y            | 1978  | 1982  |